# My World 2.0
My World 2.0 ist das Debüt-Studioalbum des kanadischen Sängers Justin Bieber. Es erschien im März 2010 als Erweiterung zur vorangegangenen My World (November 2009).

## Entstehung und Veröffentlichung
My World 2.0 ist das Debütalbum von Bieber und wurde von ihm selbst als „zweiter Teil seines Debüts“ tituliert. Als Grund dafür nannte er, dass „die Leute nicht über eineinhalb Jahre auf neue Musik warten wollen. Deshalb wäre entschieden worden, es in zwei Teile aufzuteilen“. Seine erste Veröffentlichung und somit der erste Teil war die EP My World, welche im November 2009 veröffentlicht worden war.
Die Erstveröffentlichung von My World 2.0 erfolgte am 19. März 2010 bei Island Records. Das Album erschien in seiner Originalausführung als CD und Download mit zehn Titeln (Katalognummer: 06025 2733572).
Geschrieben wurden die Lieder vom Interpreten selbst, zusammen mit Koautoren. Die Produktion erfolgte durch wechselnde Produzenten, darunter der namhafte Produzent Benny Blanco.

## Titelliste
| #   | Titel                             | Autor(en)                                                                                                 | Produzent(en)                                               | Länge |
| --- | --------------------------------- | --- | ----------------------------------------------------------- | ----- |
| 1.  | Baby (feat. Ludacris)             | Terius Nash, Christopher Stewart, Justin Bieber, Christina Milian, Christopher Bridges                    | Tricky Stewart, The-Dream                                   | 3:36  |
| 2.  | Somebody to Love                  | Jonathan Yip, Jeremy Reeves, Ray Romulus, Heather Bright, Justin Bieber                                   | Stereotypes                                                 | 3:42  |
| 3.  | Stuck in the Moment               | Jonathan Yip, Jeremy Reeves, Ray Romulus, Heather Bright, Justin Bieber                                   | Stereotypes                                                 | 3:43  |
| 4.  | U Smile                           | Jerry Duplessis, Arden Altino, Dan August Rigo, Justin Bieber                                             | Jerry Duplessis, Arden Altino (Co-Produzent)                | 3:17  |
| 5.  | Runaway Love                      | Melvin Hough II, Rivelino Wouter, Timothy Thomas, Theron Thomas, Justin Bieber                            | Mel & Mus                                                   | 3:33  |
| 6.  | Never Let You Go                  | Johntá Austin, Bryan-Michael Cox, Justin Bieber                                                           | Bryan-Michael Cox                                           | 4:26  |
| 7.  | Overboard (feat. Jessica Jarrell) | Waynne Nugent, Kevin Risto, Dapo Torimiro, Taurian Shropshire, Justin Bieber                              | Dirty Swift, Bruce Waynne                                   | 4:11  |
| 8.  | Eenie Meenie (mit Sean Kingston)  | Benny Blanco, Kisean Anderson, Carlos Battey, Steven Battey, Justin Bieber, Marcos Palacios, Ernest Clark | Benny Blanco                                                | 3:23  |
| 9.  | Up                                | Nasri Atweh, Adam Messinger, Justin Bieber                                                                | The Messengers                                              | 3:55  |
| 10. | That Should Be Me                 | Nasri Atweh, Adam Messinger, Luke Boyd, Justin Bieber                                                     | The Messengers                                              | 3:53  |
|     | iTunes Store Bonus-Track          | |                                                             |       |
| 11. | Kiss and Tell (iTunes Store)      | Justin Bieber, Dan August Rigo, The Runners, The Monarch                                                  | The Runners, The Monarch                                    | 3:29  |
|     | Walmart & Australien Bonus-Track  | |                                                             |       |
| 11. | Where Are You Now                 | Justin Bieber                                                                                             | Justin Bieber, Bryan-Michael Cox, Jan Smith, Demond Mickens | 4:27  |
|     | Japan Bonus-Track                 | |                                                             |       |
| 11. | Kiss and Tell                     | Justin Bieber, Dan August Rigo, The Runners, The Monarch                                                  | The Runners, The Monarch                                    | 3:29  |
| 12. | Where Are You Now                 | Justin Bieber                                                                                             | Justin Bieber, Bryan-Michael Cox, Jan Smith, Demond Mickens | 4:27  |

„My Worlds“-Edition
- My World Standard-Version + „Common Denominator“
- „My World 2.0“

## Rezensionen
My Worlds erhielt geteilte Kritiken:

„Anders als gewohnt in der Branche hat Justin Bieber an vielen der Songs selbst mitgeschrieben, was das ganze Album gleich in einem anderen Licht darstellt. Neben den bekannten Singleauskopplungen findet sich aber noch ein Song, der Popmusik-Fans durchaus bekannt vorkommen mag. Track 7 Love Me enthält Elemente von Lovefool. Der Hit von The Cardigans aus dem Jahr 1996 liefert für Justin Biebers Song den Refrain. Auf My Worlds wechseln sich fröhliche und tanzbare Songs mit ruhigen Balladen ab. Trotzdem bleibt das Album ziemlich überschaubar und dreht sich vor allem nur um die Sorgen und Begebenheiten eines Teenies“

Das Onlinemagazin Laut.de kürte das Album zum schlechtesten Album des Jahres 2010. Das Album erhielt in seiner Rezension nur einen von fünf möglichen Punkten. In der Kritik zum Album schreibt laut.de u. a.:

„Und wie sieht es nun mit Justins musikalischer Welt aus? Wie man es für sein noch zartes Alter nicht anders erwartet, ist diese ziemlich überschaubar. Nebst dem ersten Tanz in der Schuldisse (First Dance), dem Lächeln seiner angehimmelten (U Smile) und sein allerliebstes Mädel (Favorite Girl) dreht sich nun mal alles um die Sorgen und Begebenheiten eines Teenies auf dem Pausenhof und darum herum.“

## Kommerzieller Erfolg

### Chartplatzierungen
Das Album debütierte mit 283.000 verkauften CDs auf Platz eins der Billboard 200. Damit war Bieber, damals 16 Jahre alt, der jüngste männliche Solokünstler seit Stevie Wonder 1963 mit dem Livealbum Recorded Live: The 12 Year Old Genius, der Platz eins in den US-amerikanischen Charts erreichen konnte. Wonder war damals 13 Jahre jung. Des Weiteren war Bieber auch der erste Musiker seit Rapper Nelly 2004, welcher zur gleichen Zeit zwei Alben in den Top Five der USA hatte (mit „My World“). Obwohl in der zweiten Woche mit 291.000 verkauften Tonträgern die Absatzzahlen sich erhöht hatten, fiel die CD auf Position zwei zurück. Überholt wurde sie von Raymond v. Raymond des Sängers Usher. Durch diesen Vorgang wurde Bieber der erste Künstler seit den Beatles, welcher auf Platz eins debütierte und in der zweiten Woche höhere Absatzzahlen erlangte. In seiner dritten Woche rangierte das Album erneut auf Rang eins, wobei es sich 102.000-mal verkauft hatte. Diesen Platz verteidigte es in der vierten Woche mit rund 92.000 verkauften Einheiten. In Deutschland, Österreich und dem Vereinigten Königreich werden die Verkäufe My World hinzuaddiert.
| ChartsChartplatzierungen       | Höchstplatzierung | Wochen |
| ------------------------------ | ----------------- | ------ |
| Kanada (MC)                    | 1 (98 Wo.)        | 98     |
| Schweiz (IFPI)                 | 9 (61 Wo.)        | 61     |
| Vereinigte Staaten (Billboard) | 1 (125 Wo.)       | 125    |

| ChartsJahrescharts (2010)      | Platzierung |
| ------------------------------ | ----------- |
| Schweiz (IFPI)                 | 40          |
| Vereinigte Staaten (Billboard) | 5           |

| ChartsJahrescharts (2011)      | Platzierung |
| ------------------------------ | ----------- |
| Schweiz (IFPI)                 | 63          |
| Vereinigte Staaten (Billboard) | 18          |

| ChartsJahrescharts (2012)      | Platzierung |
| ------------------------------ | ----------- |
| Vereinigte Staaten (Billboard) | 134         |

### Auszeichnungen für Musikverkäufe
| Land/Region                  | Auszeichnungen für Musikverkäufe (Land/Region, Auszeichnung, Verkäufe) | Verkäufe  |
| ---------------------------- | ---------------------------------------------------------------------- | --------- |
| Indonesien (ASIRI)           | Platin                                                                 | 15.000    |
| Kanada (MC)                  | 3× Platin                                                              | 240.000   |
| Schweiz (IFPI)               | Platin                                                                 | 30.000    |
| Singapur (RIAS)              | Platin                                                                 | 10.000    |
| Vereinigte Staaten (RIAA)    | 4× Platin                                                              | 4.000.000 |
| Vereinigtes Königreich (BPI) | Silber                                                                 | 60.000    |
| Insgesamt                    | 1× Silber · 10× Platin ·                                               | 4.355.000 |

Hauptartikel: Justin Bieber/Auszeichnungen für Musikverkäufe